# Gustavsbergs vattentorn

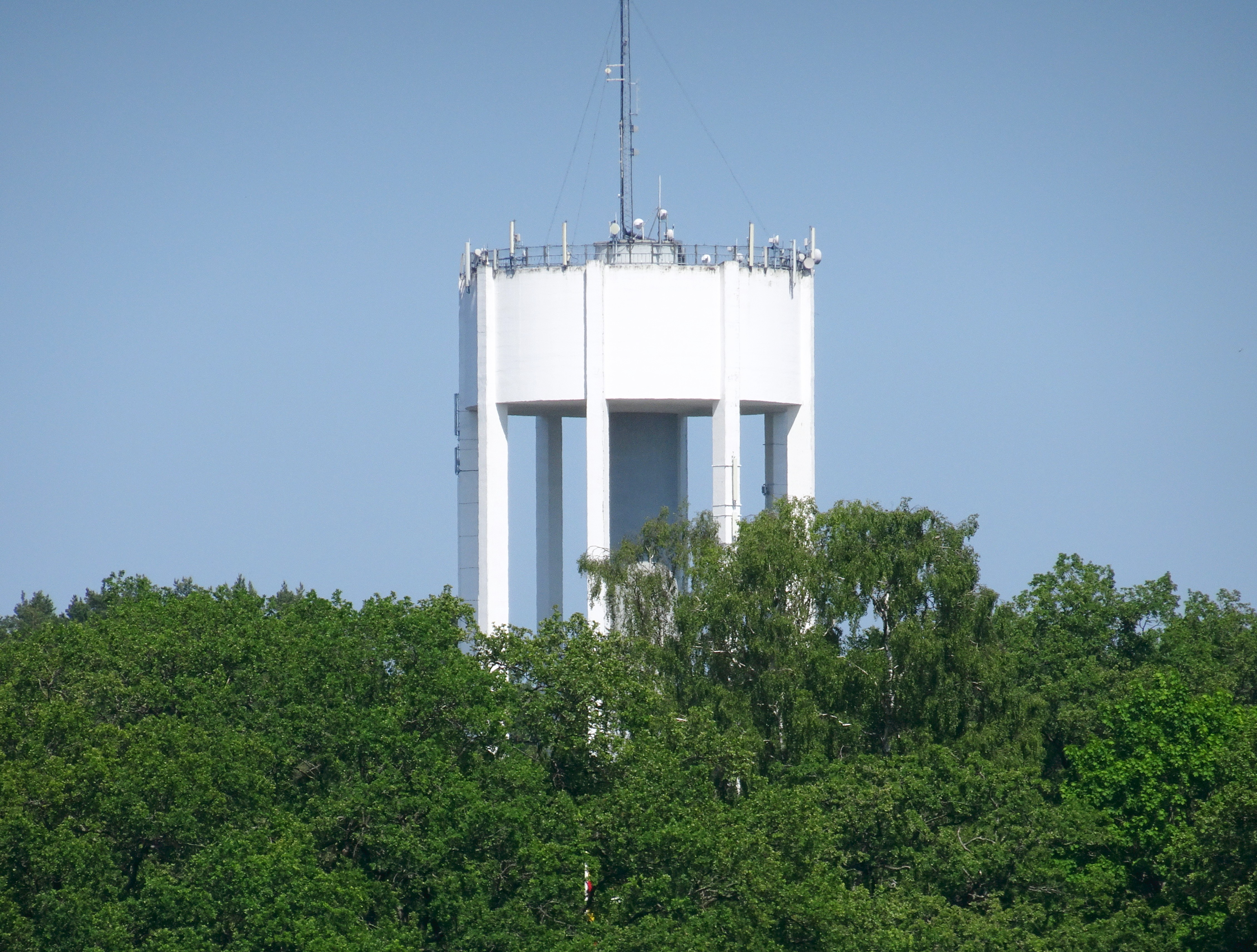
Gustavsbergs vattentorn.

Gustavsbergs vattentorn är ett vattentorn i Värmdö kommun, beläget vid Vattentornsvägen i Gustavsberg. 

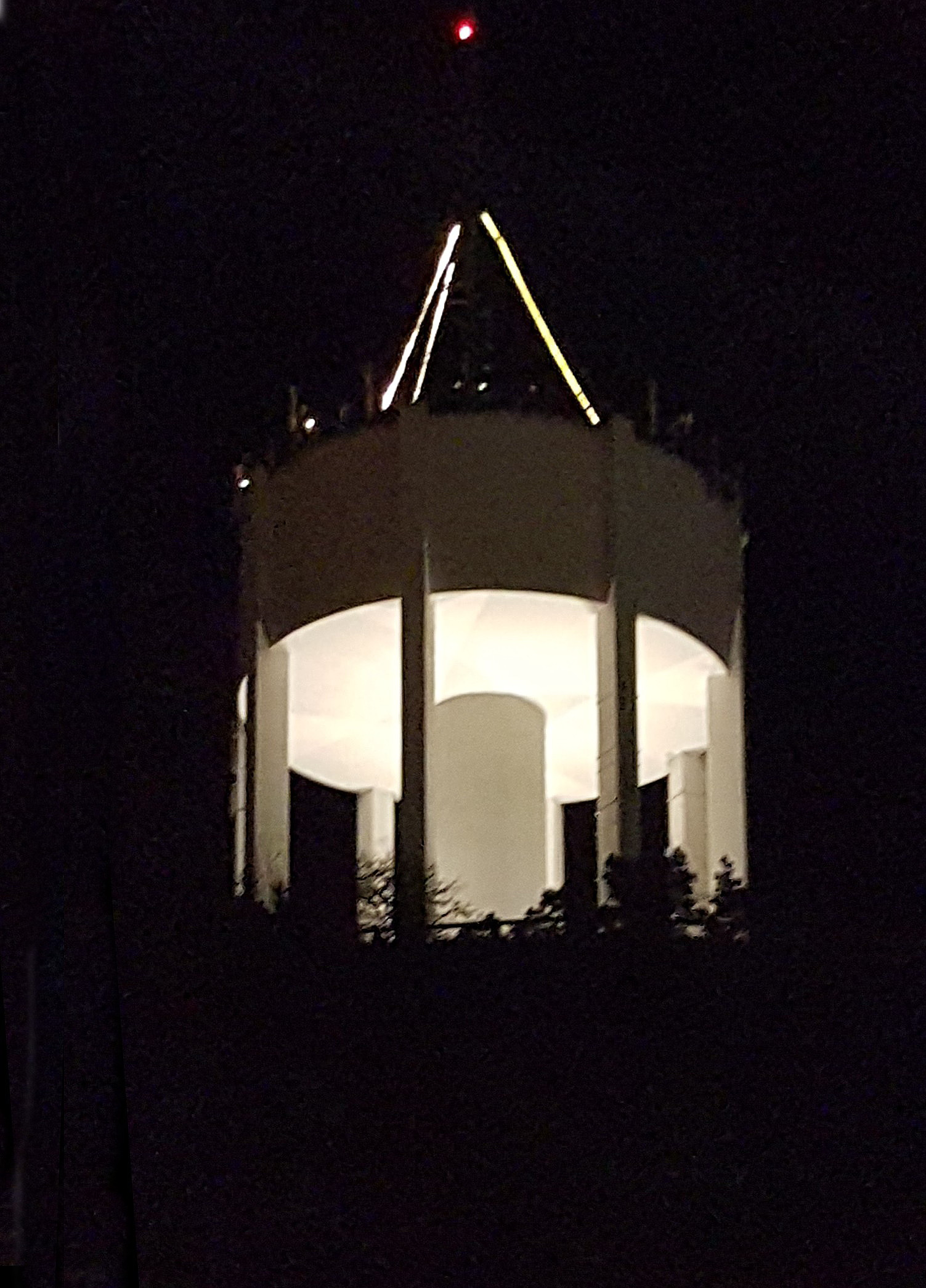
Nattbelysning.

Tornet är uppfört i betong med en cylindrisk cistern som står på åtta pelare. Tornet är 32 meter högt och rymmer 2 000 kubikmeter vatten. Anläggningen togs i drift år 1964. Tornets utformning gestaltades i  funktionalistisk stil, där formen redovisar funktionen. Projektör var Orrje & Co medan Strandängers Entreprenad AB i Järfälla stod för bygget.
År 2012 fick konsultföretaget Sweco av kommunen i uppdrag att ta fram några förslag på hur Gustavsbergs vattentorn skulle kunna ljussättas. Bland förslagen fanns ett där man tänkte sig att projicera klassiska mönster från Gustavsbergs porslinsfabriks produktion på cisternen; exempelvis en bearbetning av Stig Lindbergs kända bladmönster för servisen Berså. Förslag som kom till utförande innebär att endast lysa upp det inre rummet mellan pelarna underifrån.